# (6651) Rogervenable
(6651) Rogervenable es un asteroide perteneciente al Cinturón de asteroides, región del sistema solar que se encuentra entre las órbitas de Marte y Júpiter.
Fue descubierto el 10 de septiembre de 1991 por Henry E. Holt desde el observatorio Palomar.

## Designación y nombre
Designado provisionalmente como 1991 RV9. Fue nombrado  por Roger Venable (n. 1950) quien es médico especializado en atención primaria y medicina de urgencias. Es coordinador de la Sección de Marte de la Asociación de Observadores Lunares y Planetarios y vicepresidente de la Asociación Internacional de Cronometraje de Ocultaciones. Roger ha publicado artículos sobre la atmósfera de Marte.

## Características orbitales
Rogervenable está situado a una distancia media del Sol de 2,377 ua, pudiendo alejarse hasta 2,531 ua y acercarse hasta 2,224 ua. Su excentricidad es 0,065 y la inclinación orbital 3,813 grados. Emplea 1338,94 días en completar una órbita alrededor del Sol.

## Características físicas
La magnitud absoluta de Rogervenable es 13,98.